# 基质 (生物生活环境)
在生物学上，基质（英文：Substrate）指的是生物体在其上生活的一个表面。基质可以包括生物成分和非生物成分。基质是相对的，例如，藻类附着在海底的岩石上，岩石就是藻类的基质。而如果有动物在藻类的结壳上生活，那么藻类就是这种动物的基质。